# 伊薇特·威廉斯
伊薇特·威廉斯（英語：Yvette Williams，1929年4月25日—2019年4月13日），新西兰女子田径运动员，主攻跳远。她曾代表新西兰参加1952年夏季奥林匹克运动会田径比赛，获得女子跳远金牌。